# Marinisme

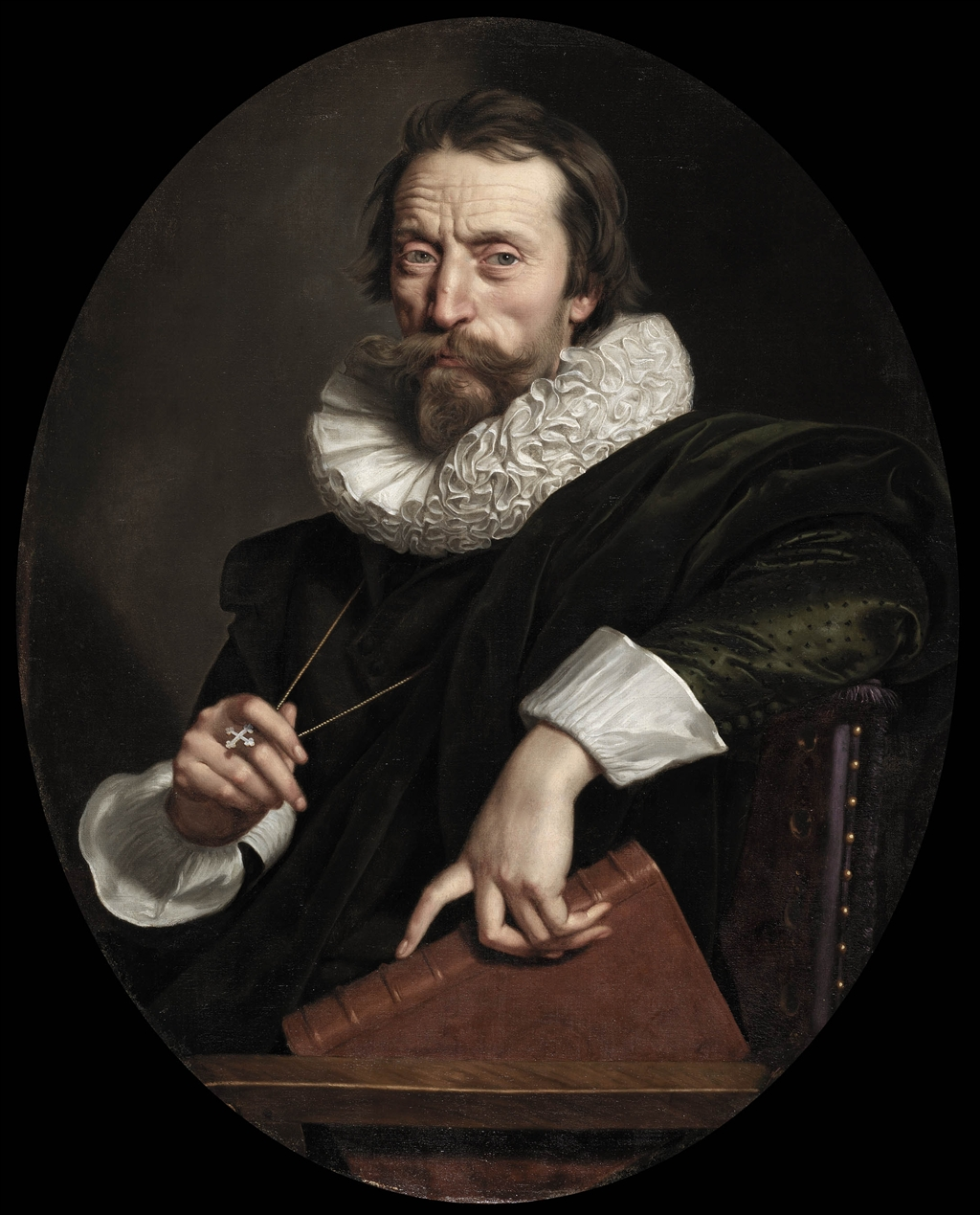
Giovanni Battista Marino door Frans Pourbus de jonge

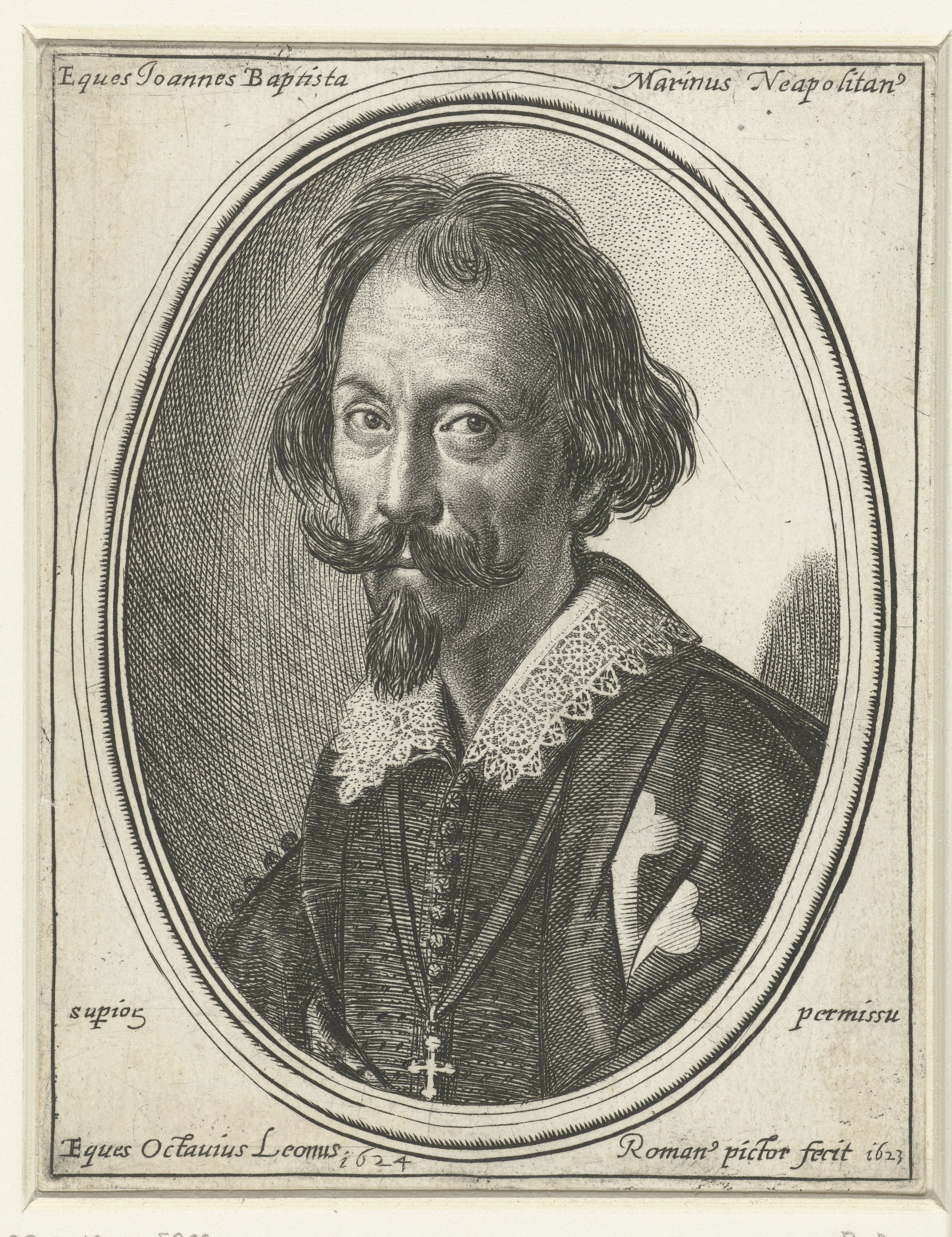
Ottavio Leoni, portret van de Italiaanse dichter Giovanni Battista Marino, het met lazaruskruis op zijn mouw en om zijn nek.

Het marinisme is ontstaan tijdens de barok in Italië. De term is afgeleid van de dichter Giambattista Marino (1569-1625) en wordt gedefinieerd als de overladen, bizarre stijl die streefde naar verrassende effecten en oorspronkelijkheid.

## Andere vertegenwoordigers van het marinisme
- Claudio Achillini
- Francesco Pona
- Pietro Francesco Orsini
- Emanuele Tesauro